# Frans Steeno
Frans Steeno (nationaal en internationaal bekend als François Steeno, maar op zijn geboorteakte staat hij als Frans Steeno opgeschreven) (Evere, 30 juni 1909 - Mechelen, 5 april 1982) was een Belgisch kunstglasschilder.

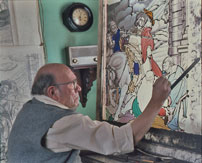
Portret van Frans Steeno; Datum:30 Juni 1975; Bron:Veronique Steeno

## Studie en vorming
Frans Steeno studeerde zes jaar (1921-1927) avond- en weekendonderwijs aan de Kunstacademie van Schaarbeek waar hij een academische vorming kreeg dankzij zijn professoren dhr. Bultée en dhr. Willem Bataille (Beelden en Antieke figuren), en dhr. Privat-Livemont (Levend model en Schilderen). Hij behaalde vijf eerste prijzen.
Van zijn 16de tot zijn 19de jaar werkte hij overdag als leerjongen bij Edouard Steyaert & Zoon, Kunstglasschilders en Tekenaars’ te Brussel en het is daar dat hij de kunst van het ‘glas schilderen’ leerde.

## Vroege werk
In 1929 werd hij gevraagd een glasraam te maken voor het 'Huis Taulin' in Valenciennes en bezocht hij Parijs in zijn vrije dagen. In 1930 werkte hij een jaar bij De Keghel, kunstglasschilder te Brussel.
In 1931 begon hij als enige kunstglasschilder bij Jules Vosch, schilder en kunstglasschilder te Elsene te werken en verving hij Jules' vader, die naar Frankrijk vertrok. Hij realiseerde in deze periode onder andere een glasraam voor de Kapel van Kardinaal Mercier, Sint-Romboutskathedraal te Mechelen, waar hij het portret van de kardinaal schilderde. De glasramen geproduceerd in het atelier werden uiteraard door Jules Vosch ondertekend.

## Crisisjaren
Drie dagen na zijn huwelijk (1932) viel hij door de economische crisis zonder werk. Om de kost te verdienen schilderde hij twee jaar lang op natuurzijde voor een kussenfabriek. In 1934 vond hij werk als decorateur-etalagist bij het warenhuis SARMA te Leuven. Na de geboorte van zijn eerste kind Eliane (1936) verhuisde hij naar Mechelen om daar ook bij SARMA te werken.
Tussen 1934 en 1939 schilderde hij stillevens, en portretten van zijn vrouw Simone Legros en van haar grootouders en vader.

## Oorlogsjaren
In 1940 werd zijn zoon Jean-Pierre geboren. Om niet door de Duitsers te worden opgenomen in een werkkamp, vertrok hij met vrouw, die in verwachting was, en zijn twee kinderen naar Zuid-Frankrijk. Hij werkte bij een boer en hielp de pas opgerichte ondergrondse verzetsstrijders als cartograaf. Hij keerde voor de geboorte van zijn derde kind Jacqueline terug naar Mechelen waar hij opnieuw bij SARMA ging werken.
Tijdens de oorlogsjaren schilderde hij minimum 10 schilderijen waarvan landschappen, religieuze taferelen, portretten van zijn vrouw, kinderen, en een zelfportret.

## Naoorlogse jaren
In 1945 werd hij gevraagd om als kunstglasschilder te gaan werken bij Joseph Osterrath Jr. te Luik, maar hij weigerde en ging uiteindelijk werken als grafisch ontwerper voor het Engelse leger. Naast zijn dagtaak begon hij glasramen voor eigen gebruik te ontwerpen en te realiseren. Twee Engelse parachutisten vroegen hem hun portretten te schilderen. Omdat hij, na de bevrijding van Mechelen, geen nieuws van hen kreeg, werden de portretten naar het Ministerie van Nationale Defensie verstuurd, en door hen, na onderzoek, aan de respectievelijke families overhandigd. In 1946 ging hij terug als kunstglasschilder werken bij Jules Vosch. In 1948 stelde hij al zijn schilderijen, ontwerpen van glasramen en sculptuur tentoon in de Parochiezaal Sint Gomarus te Mechelen.
Van 1947 tot eind 1949 restaureerde hij in het atelier van Jules Vosch het grootste glasraam van de Sint Michiel en St. Goedele kathedraal in Brussel, en in 1950 na de geboorte van zijn vierde kind Veronique, werd hij voor dit werk gedecoreerd door de Belgische Staat. In datzelfde jaar stelde hij het schilderij met het portret van Staf Nees, Mechelse beiaardier tentoon bij de Sint Lucasgilden te Mechelen.
Hij realiseerde de glasramen voor de Sint Bernadinekerk te Ottawa, Canada, voor een kerk in Santa Cruz, Bakwanga en voor de Sint Georges kerk in de Verenigde Staten. Om de seminariestudies te betalen van zijn zoon ontwierp en realiseerde hij de kerkglasramen voor de Kapel Pius X te Gembloux-Bothey Mazy en stelde ze voor hun installatie tentoon in de Sint Jozefskring, te Mechelen.
In 1958 ontwierp hij tekeningen voor het beeldhouwen van Mechelse meubels.
In 1959 verliet zijn vrouw hem met de drie oudste kinderen en de scheidingsprocedure startte. Zijn loon bij werd in beslag genomen en hij werd gedwongen om zijn ontslag bij Jules Vosch in te dienen. Zijn jongste dochter werd door het gerecht aan hem toegewezen.

## Zelfstandige onderneming
In 1960 begon hij, noodgedwongen, als zelfstandige kunstglasschilder.
In 1961 realiseerde hij de kerkglasramen voor de kerk van Balâtre-Saint Martin. Hij startte met de restauratie van de glasramen voor de kerken te Veurne, Ieper, Koksijde en Kasterlee. Hij werkte ook voor officiële gebouwen, ministeries, stadhuizen en justitiepaleizen. In 1963 had hij geen werk en was hij verplicht om zes maanden bij zijn klanten –glasbedrijven- als loodzetter te gaan werken. Vanaf 1964 begon hij nog enkel voor particulieren te werken vooral uit eigen streek, maar ook uit andere Belgische provincies. Zijn internationale klanten kwamen uit Nederland, de Verenigde Staten, Canada en Mexico.
Tot aan zijn overlijden in 1982 was zijn atelier gevestigd aan de Louizastraat te Mechelen.

## Publicatie
- "Hommage aan een Kunstenaar voor het Volk!"
- "Frans Steeno - Kunstglasschilder"
- Vijfdelige Retrospectieve Biografie in het Nederlands en Frans
- Samengesteld door Veronique Steeno*